# Rolls-Royce Kestrel
Роллс-Ройс Кестрел (англ. Rolls-Royce Kestrel) или тип F – 12-цилиндровый авиационный двигатель фирмы Роллс-Ройс. Своё название, в соответствии с принятой на фирме системой наименований, двигатель получил в честь пустельги — мелкого хищника семейства соколиных. Kestrel стал первым двигателем этой фирмы с литым блоком цилиндров и во многом задал тенденции, получившие развитие в позднейших её разработках. Поскольку Kestrel использовался в межвоенный период, он остался относительно малоизвестным, хотя успел прекрасно послужить на множестве британских самолётов той эпохи. Двигатель также поставлялся за рубеж и даже устанавливался на прототипы немецких боевых самолётов, позже принимавших участие в Битве за Британию. Несколько двигателей Kestrel остаются пригодными к лётной эксплуатации и сегодня.

## Разработка и развитие

### Происхождение
Kestrel обязан своим происхождением американскому мотору Curtiss D-12 — одному из первых по-настоящему успешных двигателей с литым блоком цилиндров. В более ранних конструкциях использовались отдельные стальные цилиндры, которые навинчивались на картер. Новая технология предусматривала отливку всего блока из алюминия с последующим высверливанием цилиндров. Это позволяло одновременно упростить производство и добиться значительного прироста удельной мощности двигателей, однако требовало значительных капитальных вложений в переоснащение производства.
D-12 был одним из мощнейших двигателей своего времени и продолжал ставить рекорды. Ни одна британская компания не могла предложить ничего подобного, и когда фирма Fayrey закупила 50 таких моторов (переименовав их в Fayrey Felix), Министерство авиации, окончательно утратив терпение, отдало приказ фирмам «Роллс-Ройс» и «Нэпир» начать работу над собственными двигателями с литым блоком цилиндров.
В 1921 г. в «Роллс-Ройс» ушёл один из ведущих конструкторов фирмы «Нэпир» Артур Роуледж, разработчик двигателя Lion. Это на время положило конец попыткам «Нэпир», тогда как «Роллс-Ройс» получила значительное преимущество. Применив все известные новшества, появившиеся с момента создания D-12, Роуледж проектировал новый двигатель с использованием наддува на всех высотах, что позволяло превзойти атмосферные двигатели настолько, насколько удастся поднять давление смеси.

### Система охлаждения
Одним из ключевых прогрессивных решений в конструкции Kestrel стала система охлаждения под давлением. При нормальном атмосферном давлении вода закипает при 100°C, но с увеличением высоты эта температура падает, что вынуждало увеличивать её объём, а заодно и размеры радиатора для надёжного охлаждения мотора на больших высотах. Решение заключалось в создании избыточного давления в системе охлаждения, что позволяло не только предотвратить снижение температуры кипения на большой высоте, но и поднять её выше нормальной. Расчётное давление в системе охлаждения Kestrel обеспечивало увеличение температуры кипения до 150°C.

### Усовершенствования
Первые двигатели, выпущенные в 1927 г., имели мощность 450 л.с. (340 кВт), однако вскоре был налажен выпуск улучшенной модели IB мощностью 525 л.с. (390 кВт). Эта версия нашла широкое применение на самолётах семейства Hawker Hart, составлявших основу воздушной мощи Великобритании в начале 1930-х гг. Вскоре последовало ещё более существенное увеличение мощности: модель V развивала 695 л.с. (520 кВт) при 3000 об./мин. без существенных изменений конструкции, а модель XVI, использовавшаяся на учебно-тренировочном самолёте Miles Master, развивала 670 л.с. (500 кВт).
Вилли Мессершмитт в 1935 г. испытывал прототип своего истребителя Bf.109V1, носящий гражданский регистрационный номер D-IABI, с двигателем Kestrel VI, поскольку соответствующие немецкие моторы ещё не были готовы. Этот же двигатель использовала фирма Junkers на прототипе пикирующего бомбардировщика Ju 87. Рейхсминистерство авиации приобрело четыре мотора Kestrel VI, продав фирме «Роллс-Ройс» в качестве испытательного стенда разведчик Heinkel He 70.
Рост октанового числа авиационного бензина в конце 1930-х гг. позволил поднять мощность двигателей без риска детонации, и модель Kestrel XXX, созданная в 1940 г., развивала уже 720 л.с. (537 кВт).
Дальнейшим развитием Kestrel были двигатели  Goshawk и Peregrine (и, следовательно, Vulture). На практике Peregrine и Vulture оказались неудачными и были выпущены относительно малыми сериями.

## Варианты
Двигатель выпускался в 40 различных вариантах, которые можно разделить на три группы: атмосферные, со средним и высоким давлением наддува. Один из вариантов, Kestrel VIII, использовался с толкающим винтом на летающей лодке Short Singapore. Кроме наддува, разные варианты двигателя отличались также степенью сжатия и передаточным отношением редуктора.

## Применение

### В авиации
- Airco DH.9
- Arado Ar 67
- Avro Antelope
- Blackburn Nautilus
- Blackburn Sydney
- Dornier Do J
- Fairey Fleetwing
- Fairey Hendon
- Fairey S.9/30[8]
- Fokker C.V
- Fokker C.X
- Fokker D.XVII
- Gloster Gnatsnapper
- Gloster TC.33[9]
- Gloster TSR.38
- Handley Page Hamilton
- Handley Page Heyford
- Handley Page H.P.30
- Hawker Audax
- Hawker Demon
- Hawker Fury
- Hawker Hardy
- Hawker Hart
- Hawker Hind
- Hawker Hornet
- Hawker Nimrod
- Hawker Osprey
- Heinkel He 70 G-1
- Heinkel He 112
- Henschel Hs 122
- Junkers Ju 86
- Junkers Ju 87
- Messerschmitt Bf 109
- Miles Master
- Miles Kestrel
- Parnall Pipit
- Praga E-45[10]
- Renard R.31
- Saro A.10
- Short Gurnard
- Short Singapore
- Supermarine Scapa
- Supermarine Southampton
- Vickers F.21/26
- Vickers Type 150
- Vickers Type 163
- Westland Wizard

### В автомобильном спорте
Двигатель Kestrel устанавливался на гоночном автомобиле «Скорость ветра», которому принадлежали мировые рекорды скорости 1935-1936 гг.

## Сохранившиеся экземпляры
Несколько моторов сохраняются в рабочем состоянии на восстановленных бипланах фирмы Hawker:
- Hawker Hind в коллекции Музея Шаттлворта[англ.], регулярно летающий в летние месяцы.
- Hawker Demon, принадлежащий частному лицу и также выставленный в Музее Шаттлворта. Последний летающий самолёт этого типа[11].
- Hawker Nimrod I с мотором Kestrel V (регистрационный номер S1581), находящийся в коллекции истребителей Имперского военного музея в Даксфорде.
- Hawker Nimrod II с мотором Kestrel VI (регистрационный номер K3661), также находящийся в Даксфорде в коллекции исторических самолётов.

## Спецификация (Kestrel V)

### Основные характеристики
- Тип: 12-цилиндровый V-образный жидкостного охлаждения
- Диаметр цилиндра: 127 мм
- Ход поршня: 140 мм
- Объем двигателя: 21,24 л.
- Длина: 1895 мм
- Ширина: 620 мм
- Высота: 905 мм
- Сухой вес: 434 кг

### Особенности функционирования
- Клапаны: верхнеклапанный с одним распределительным валом; 2 впускных и 2 выпускных клапана на цилиндр
- Компрессор: приводной центробежный нагнетатель
- Топливная система: карбюратор
- Тип топлива: бензин с октановым числом 87
- Система охлаждения: жидкостная, под давлением (кипение при 150°C)

### Производительность
- Выходная мощность: 

  - 511 кВт (685 л.с.) при 2240 об/мин на взлётном режиме
  - 471 кВт (631 л.с.) при 2900 об/мин на 4400 м
- Удельная мощность: 24,05 кВт/л
- Степень сжатия: 6:1
- Расход масла: 7-13 г/(кВт·ч)
- Удельная мощность по весу: 1,18 кВт/кг